# Tom Jones

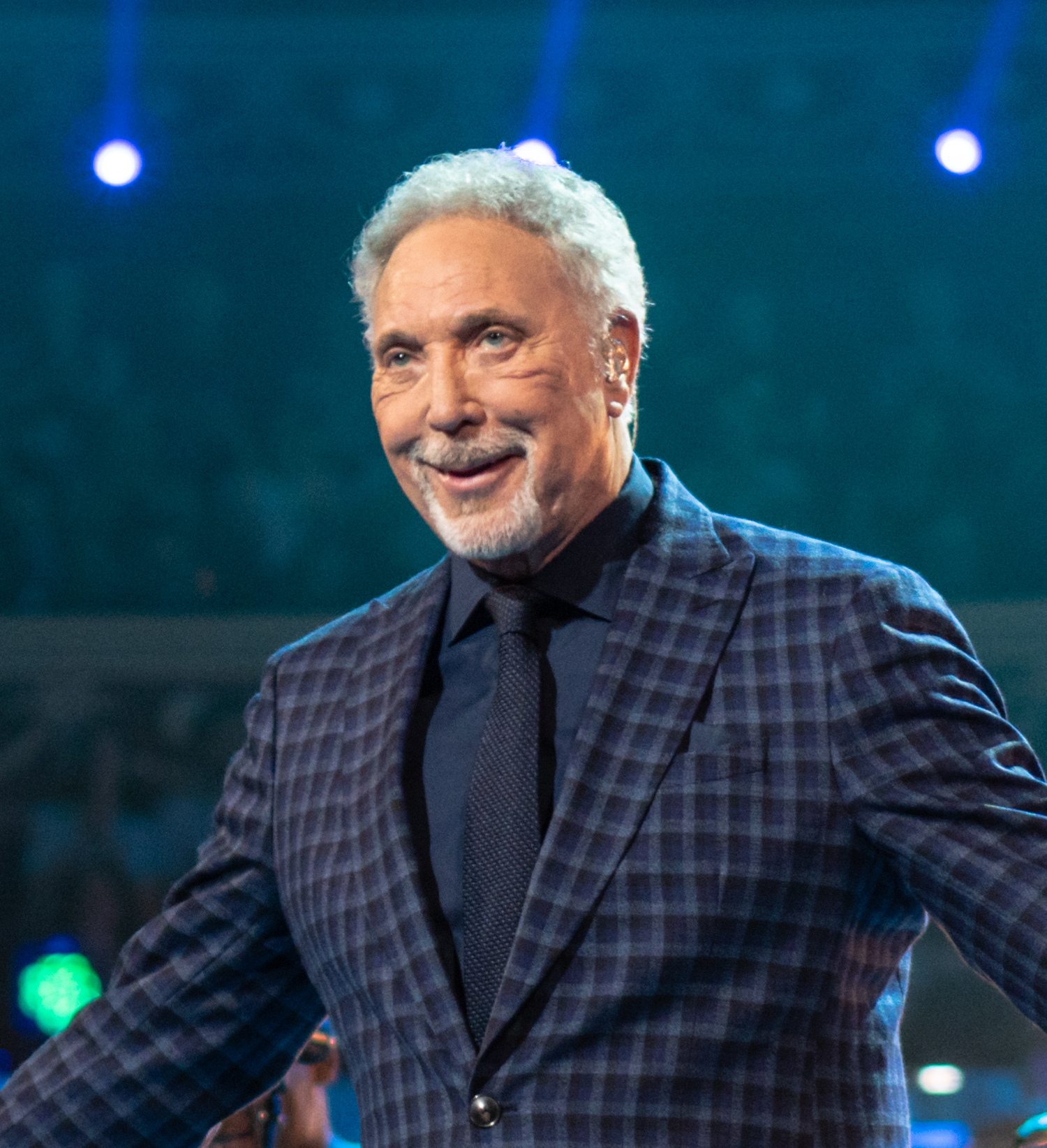
Tom Jones (2018)

Tom Jones (eigentlich Sir Thomas John Woodward OBE, * 7. Juni 1940 in Pontypridd) ist ein britischer Sänger. Sein Repertoire umfasst unter anderem Popmusik, R&B, Country-Musik, Soul und Gospel. In seiner mehr als 60 Jahre dauernden Karriere hat er über 100 Millionen Tonträger verkauft.
Er hatte 36 Top-40-Erfolge in Großbritannien und 19 in den Vereinigten Staaten. Zu den größten Hits des Grammy-Preisträgers gehören It’s Not Unusual, What's New Pussycat?, Green, Green Grass of Home, Delilah und Sex Bomb.

## Privatleben
Tom Jones wurde 1940 im Stadtteil Treforest der walisischen Stadt Pontypridd als Sohn des Bergmanns Thomas Woodward (1910–1981) und Freda Jones (1914–2003) geboren.
1957 heiratete er Melinda Rose „Linda“ Trenchard; ihr gemeinsamer Sohn wurde im selben Jahr geboren. Melinda starb im April 2016 an den Folgen einer Krebserkrankung. Aus einer Affäre mit einem US-amerikanischen Model hat er einen 1988 geborenen Sohn.

## Karriere

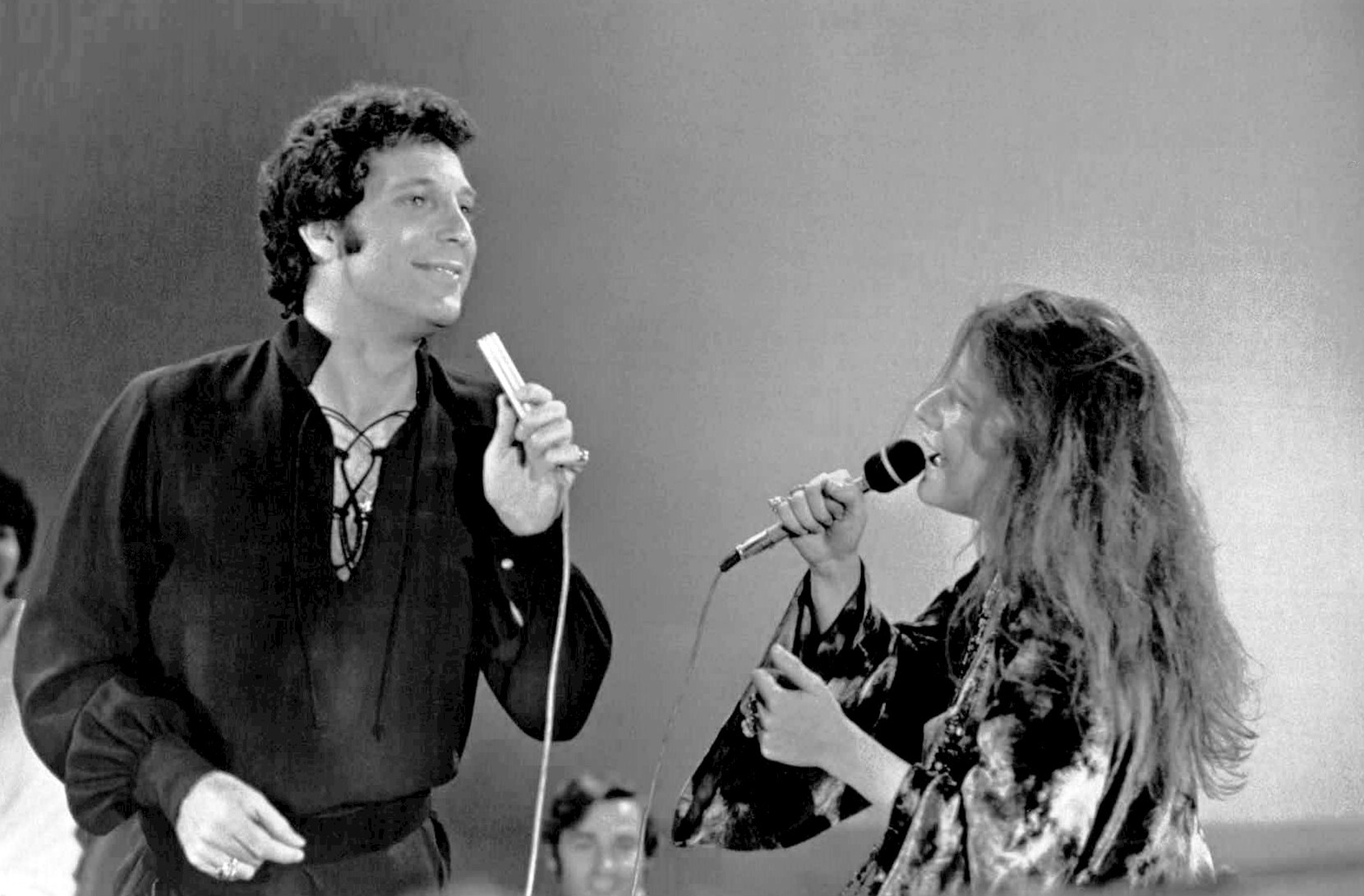
Tom Jones und Janis Joplin (1969)

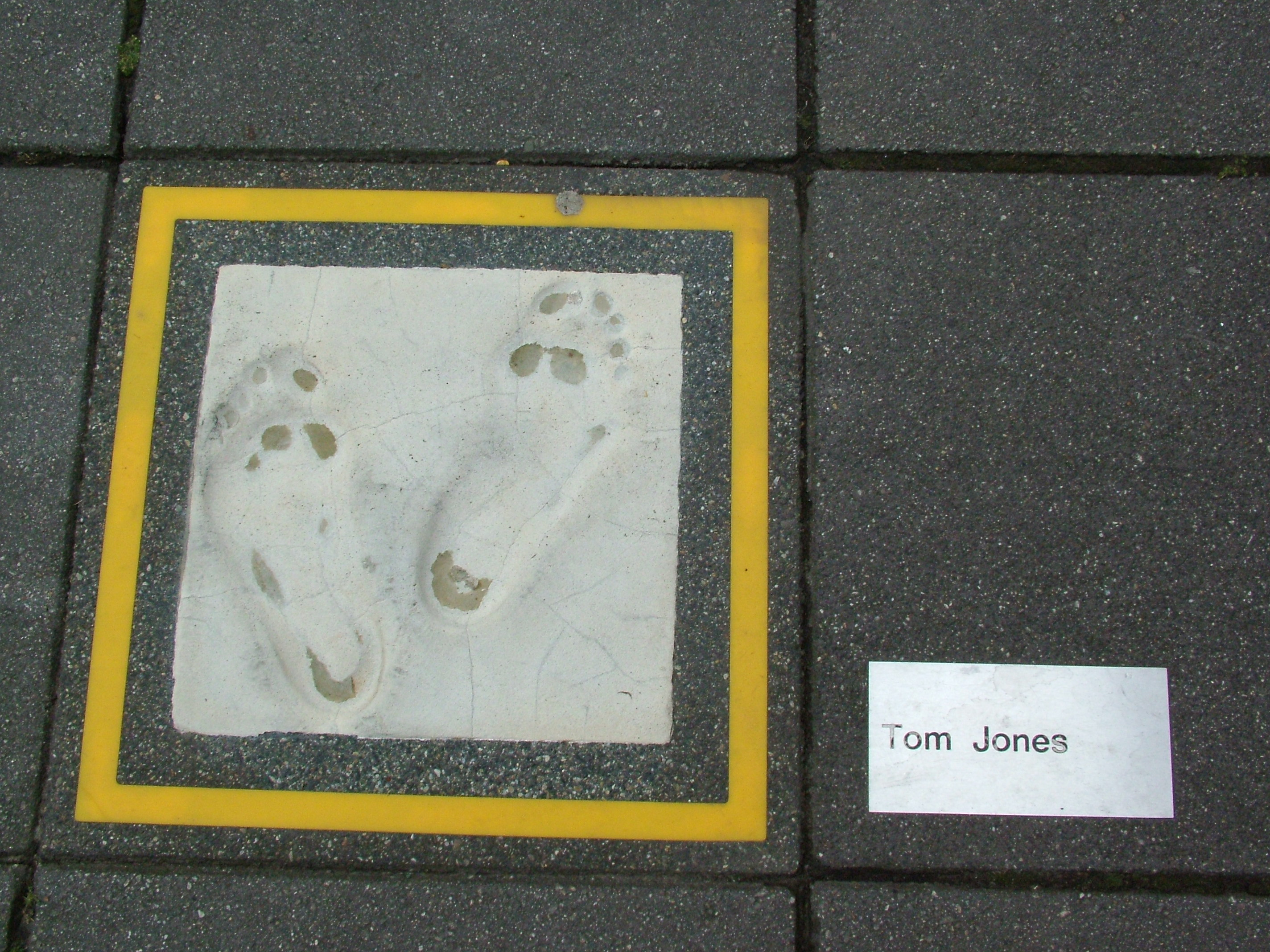
Tom Jones’ Fußabdruck auf dem Walk of Fame Europe in Rotterdam

Er arbeitete zunächst als Staubsaugervertreter, versuchte aber schon 1963 eine Karriere als Sänger mit der Beat-Band Tommy Scott and the Senators. In diesem Jahr nahm er sieben Stücke in Joe Meeks Studio auf, die aber erst 1965 nach seinem ersten großen Erfolg veröffentlicht wurden. Die Band war nicht sehr erfolgreich, und so entschloss sich Jones zu einer Solokarriere.
Als Clubsänger tingelte er zunächst abends unter dem Pseudonym „Tiger Tom“ (der Spitzname „Tiger“ ist bis heute geblieben) durch die walisischen Arbeiterkneipen und ab 1964 durch die Londoner Bars. Dort fiel er dem Manager Gordon Mills auf, der mit ihm Platten produzierte und ihm den neuen Künstlernamen „Tom Jones“ verpasste (nach dem damals populären Film über einen Frauenhelden). Die erste Single Chills and Fever floppte, doch schon der Nachfolgetitel It’s Not Unusual landete als Nummer 1 in den britischen Charts. Es folgten viele Hits.
1965 sang er die Titelsongs zu den Filmen Was gibt’s Neues, Pussy? (What’s New, Pussycat?) und Feuerball (Thunderball). Auch in Deutschland hatte er große Erfolge. Er kam 1968 mit Delilah und Help Yourself zweimal auf Platz 1 der deutschen Hitlisten. Er spielte erfolgreich mit seinem Sexappeal, trat in hautengen Hosen und mit weit geöffneten Hemden auf, die seine üppige Brustbehaarung zeigten. Seine Live-Konzerte waren ausverkauft und mit kreischenden Mädchen und Frauen überfüllt.
Anfang der 1970er Jahre zog Jones nach Las Vegas, wo er in Clubshows auftrat. In jener Zeit hatte er sich auf Country-Pop spezialisiert, was ihm einige Hits einbrachte. Danach wurde es etwas stiller um ihn. 1987 tauchte er mit dem Song A Boy from Nowhere erneut in der britischen Hitparade auf. 1988 coverte er zusammen mit den Electronic-Avantgardisten Art of Noise die Prince-Komposition Kiss. 1991 sang er im Duett mit Van Morrison Carrying a Torch. 1993 hatte er in der NBC-Fernsehserie Der Prinz von Bel-Air (Staffel 3, Folge 18) einen Gastauftritt als Carltons Schutzengel.
1994 moderierte Jones die ersten MTV Europe Music Awards in Berlin, und 1996 hatte er einen selbstironischen Auftritt in dem Film Mars Attacks! von Tim Burton. 2000 landete er den von Mousse T. geschriebenen und produzierten Hit Sex Bomb und bot mit dem Album Reload 1999/2000 eine Mischung von Duetten, so mit Nina Persson von den Cardigans, Robbie Williams, den Stereophonics und den Manic Street Preachers. Die Coverversion des Talking-Heads-Titels Burning Down the House zusammen mit Nina Persson wurde international erfolgreich und erreichte Platz 10 in den britischen Charts.
Jones wurde 2006 von Königin Elisabeth II. zum Knight Bachelor geschlagen; durch diese Nobilitierung lautet seine Anrede seitdem Sir Thomas. Im November 2008 veröffentlichte Jones sein 25. Studioalbum, 24 Hours. Für dieses Album war er erstmals selbst als Songschreiber tätig. Kara DioGuardi steuerte mit Give a Little Love ein Stück bei, und mit The Hitter von Bruce Springsteen findet sich ein weiterer Coversong auf dem Album. Jones ist seit der ersten Staffel 2012 Jurymitglied und Coach in der britischen Gesangs-Castingshow The Voice UK, die von BBC One ausgestrahlt wird.
Sein 2021 veröffentlichtes Album Surrounded by Time war sein erstes Nummer-eins-Album in Großbritannien seit Reload (1999) und machte ihn zum bis dato ältesten männlichen Künstler an der Spitze der britischen Albumcharts.

## Filmografie (Auswahl)
- 1972: Eine Brücke übern Teich (The Special London Bridge Special, Fernsehfilm)
- 1979: Pleasure Cove (Fernsehfilm)
- 1984: Fantasy Island (Fernsehserie, Episode 07x19)
- 1992: Der Prinz von Bel-Air (Staffel 3, Episode 18)
- 1996: Mars Attacks!
- 1999: Frauen unter sich (Agnes Browne)
- 2000: Ein Königreich für ein Lama (The Emperor’s New Groove, Stimme)

## Diskografie
Studioalben

| Jahr | Titel Musiklabel                                                       | Höchstplatzierung, Gesamtwochen, AuszeichnungChartplatzierungen (Jahr, Titel, Musiklabel, Platzierungen, Wochen, Auszeichnungen, Anmerkungen) | Höchstplatzierung, Gesamtwochen, AuszeichnungChartplatzierungen (Jahr, Titel, Musiklabel, Platzierungen, Wochen, Auszeichnungen, Anmerkungen) | Höchstplatzierung, Gesamtwochen, AuszeichnungChartplatzierungen (Jahr, Titel, Musiklabel, Platzierungen, Wochen, Auszeichnungen, Anmerkungen) | Höchstplatzierung, Gesamtwochen, AuszeichnungChartplatzierungen (Jahr, Titel, Musiklabel, Platzierungen, Wochen, Auszeichnungen, Anmerkungen) | Höchstplatzierung, Gesamtwochen, AuszeichnungChartplatzierungen (Jahr, Titel, Musiklabel, Platzierungen, Wochen, Auszeichnungen, Anmerkungen) | Anmerkungen |
| Jahr | Titel Musiklabel                                                       | DE | AT | CH | UK | US | Anmerkungen |
| ---- | ---------------------------------------------------------------------- | --- | --- | --- | --- | --- | --- |
| 1965 | Along Came Jones auch bekannt als: It’s Not Unusual (US) Decca Records | — | — | — | UK11 Gold · (5 Wo.)UK | US54 (42 Wo.)US | Erstveröffentlichung: 21. Mai 1965 US-Version enthält 11 der 16 Titel des UK-Albums plus einen zusätzlichen Titel |
| 1965 | What’s New, Pussycat? Parrot Records                                   | — | — | — | — | US114 (5 Wo.)US | Erstveröffentlichung: September 1965                                                                              |
| 1966 | A-tom-ic Jones Decca Records                                           | — | — | — | UK23 (8 Wo.)UK | — | Erstveröffentlichung: 14. Januar 1966                                                                             |
| 1966 | From the Heart Decca Records                                           | — | — | — | UK23 (8 Wo.)UK | — | Erstveröffentlichung: September 1966                                                                              |
| 1967 | Green, Green Grass of Home Decca Records                               | DE35 (2 Wo.)DE | — | — | UK3 Silber · (49 Wo.)UK | US65 Gold · (45 Wo.)US | Erstveröffentlichung: 3. März 1967                                                                                |
| 1967 | 13 Smash Hits Decca Records                                            | DE6 (8 Wo.)DE | — | — | UK5 (49 Wo.)UK | — | Erstveröffentlichung: Dezember 1967                                                                               |
| 1967 | Funny Familiar Forgotten Feelings Parrot Records                       | — | — | — | — | — | Erstveröffentlichung: 1967                                                                                        |
| 1968 | Delilah Decca Records                                                  | DE2 (7 Wo.)DE | — | — | UK1 (29 Wo.)UK | — | Erstveröffentlichung: 12. Juli 1968                                                                               |
| 1968 | The Tom Jones Fever Zone Parrot Records                                | — | — | — | — | US14 Gold · (82 Wo.)US | Erstveröffentlichung: 1968                                                                                        |
| 1968 | Help Yourself Decca Records                                            | DE7 (5 Wo.)DE | — | — | UK4 (9 Wo.)UK | US5 Gold · (54 Wo.)US | Erstveröffentlichung: November 1968                                                                               |
| 1969 | This Is Tom Jones Decca Records                                        | DE9 (4 Wo.)DE | — | — | UK2 (20 Wo.)UK | US4 Gold · (43 Wo.)US | Erstveröffentlichung: Juni 1969                                                                                   |
| 1970 | Tom Decca Records                                                      | — | — | — | UK4 (18 Wo.)UK | US6 Gold · (26 Wo.)US | Erstveröffentlichung: April 1970                                                                                  |
| 1970 | I Who Have Nothing Decca Records                                       | — | — | — | UK10 (10 Wo.)UK | US23 Gold · (40 Wo.)US | Erstveröffentlichung: November 1970                                                                               |
| 1971 | She’s a Lady Decca Records                                             | DE34 (2 Wo.)DE | — | — | UK9 (7 Wo.)UK | US17 Gold · (20 Wo.)US | Erstveröffentlichung: Mai 1971                                                                                    |
| 1972 | Close Up Decca Records                                                 | — | — | — | UK17 (4 Wo.)UK | US64 (20 Wo.)US | Erstveröffentlichung: Juni 1972                                                                                   |
| 1973 | The Body and Soul of Tom Jones Decca Records                           | — | — | — | UK31 (1 Wo.)UK | US93 (10 Wo.)US | Erstveröffentlichung: Juni 1973                                                                                   |
| 1974 | Somethin’ ’Bout You Baby I Like Decca Records                          | — | — | — | — | — | Erstveröffentlichung: 1974                                                                                        |
| 1975 | Memories Don’t Leave Like People Do Decca Records                      | — | — | — | — | — | Erstveröffentlichung: 1975                                                                                        |
| 1977 | Say You’ll Stay Until Tomorrow Epic Records (CBS)                      | — | — | — | — | US76 (16 Wo.)US | Erstveröffentlichung: Februar 1977                                                                                |
| 1977 | What a Night Epic Records (CBS)                                        | — | — | — | — | — | Erstveröffentlichung: 1977                                                                                        |
| 1979 | Rescue Me Columbia Records (EMI)                                       | — | — | — | — | — | Erstveröffentlichung: 1979                                                                                        |
| 1979 | Do You Take This Man Columbia Records (EMI)                            | — | — | — | — | — | Erstveröffentlichung: 1979                                                                                        |
| 1981 | Darlin’ Mercury Records (Polygram)                                     | — | — | — | — | US179 (3 Wo.)US | Erstveröffentlichung: 1981                                                                                        |
| 1982 | Country Mercury Records (Polygram)                                     | — | — | — | — | — | Erstveröffentlichung: 1982                                                                                        |
| 1983 | Don’t Let Our Dreams Die Young Mercury Records (Polygram)              | — | — | — | — | — | Erstveröffentlichung: 1983                                                                                        |
| 1984 | Love Is On The Radio Mercury Records (Polygram)                        | — | — | — | — | — | Erstveröffentlichung: 1984                                                                                        |
| 1985 | Tender Loving Care Mercury Records (Polygram)                          | — | — | — | — | — | Erstveröffentlichung: 1985                                                                                        |
| 1989 | At This Moment Jive Records (Zomba)                                    | — | — | — | UK34 (3 Wo.)UK | — | Erstveröffentlichung: 1989                                                                                        |
| 1989 | After Dark Stylus Music                                                | — | — | — | UK46 (4 Wo.)UK | — | Erstveröffentlichung: 1989                                                                                        |
| 1991 | Carrying a Torch Chrysalis Records (EMI)                               | — | — | — | UK44 (4 Wo.)UK | — | Erstveröffentlichung: März 1991                                                                                   |
| 1994 | The Lead and How to Swing It Interscope Records (WMG)                  | DE81 (5 Wo.)DE | AT35 (3 Wo.)AT | — | UK55 (2 Wo.)UK | — | Erstveröffentlichung: 14. November 1994                                                                           |
| 1999 | Reload Gut Records (V2)                                                | DE3 Platin · (47 Wo.)DE | AT3 Platin · (38 Wo.)AT | CH5 Platin · (39 Wo.)CH | UK1 ×5Fünffachplatin · (69 Wo.)UK | — | Erstveröffentlichung: 9. September 1999                                                                           |
| 2002 | Mr. Jones Seconds Out Productions (V2)                                 | DE78 (1 Wo.)DE | AT58 (3 Wo.)AT | CH62 (6 Wo.)CH | UK36 (3 Wo.)UK | — | Erstveröffentlichung: 2. November 2002                                                                            |
| 2004 | Tom Jones & Jools Holland Radar (WMG)                                  | — | — | — | UK5 Gold · (15 Wo.)UK | — | Erstveröffentlichung: 27. September 2004 mit Jools Holland                                                        |
| 2008 | 24 Hours S-Curve Records (EMI)                                         | DE70 (3 Wo.)DE | AT61 (2 Wo.)AT | CH94 (1 Wo.)CH | UK32 Gold · (7 Wo.)UK | US105 (3 Wo.)US | Erstveröffentlichung: 17. September 2008                                                                          |
| 2010 | Praise & Blame Seconds Out Productions (UMG)                           | DE37 (7 Wo.)DE | AT9 (8 Wo.)AT | CH51 (4 Wo.)CH | UK2 Gold · (15 Wo.)UK | US79 (3 Wo.)US | Erstveröffentlichung: 23. Juli 2010                                                                               |
| 2012 | Spirit in the Room Seconds Out Productions (UMG)                       | DE95 (1 Wo.)DE | AT60 (3 Wo.)AT | — | UK8 (5 Wo.)UK | — | Erstveröffentlichung: 18. Mai 2012                                                                                |
| 2015 | Long Lost Suitcase Seconds Out Productions (UMG)                       | — | — | — | UK17 (4 Wo.)UK | — | Erstveröffentlichung: 9. Oktober 2015                                                                             |
| 2021 | Surrounded by Time EMI Records (UMG)                                   | DE24 (2 Wo.)DE | AT13 (2 Wo.)AT | CH14 (3 Wo.)CH | UK1 (5 Wo.)UK | — | Erstveröffentlichung: 23. April 2021                                                                              |

grau schraffiert: keine Chartdaten aus diesem Jahr verfügbar

## Trivia
Bevor David Robert Jones sich spätestens 1966 endgültig David Bowie nannte, trug er nach Davie Jones (Davie Jones and the King Bees) 1965 den Künstlernamen Tom Jones. Als im gleichen Jahr aber It’s Not Unusual erschien und Nummer 1 der englischen Charts wurde, änderte er sein Pseudonym schließlich ein letztes Mal.